# 1959
- Wikisource

| Calendário gregoriano                                                        | 1959 MCMLIX                         |
| Ab urbe condita                                                              | 2712                                |
| Calendário arménio                                                           | 1408 – 1409                         |
| Calendário bahá'í                                                            | 115 – 116                           |
| Calendário budista                                                           | 2503                                |
| Calendário chinês                                                            | 4655 – 4656 Início a 8 de fevereiro |
| Calendário copta                                                             | 1675 – 1676                         |
| Calendário etíope                                                            | 1951 – 1952                         |
| Calendários hindus - Vikram Samvat - Calendário nacional indiano - Cáli Iuga | 2014 – 2015 1880 – 1881 5059 – 5060 |
| Calendário Holoceno                                                          | 11959                               |
| Calendário islâmico                                                          | 1379 – 1380                         |
| Calendário judaico                                                           | 5719 – 5720 Início a 3 de outubro   |
| Calendário persa                                                             | 1337 – 1338 Início a 22 de março    |
| Calendário rúnico                                                            | 2209                                |
| Calendário solar tailandês                                                   | 2502                                |

1959 (MCMLIX, na numeração romana) foi um ano comum do século XX que começou numa quinta-feira, segundo o calendário gregoriano. A sua letra dominical foi D. A terça-feira de Carnaval ocorreu a 10 de fevereiro e o domingo de Páscoa a 29 de março. Segundo o horóscopo chinês, foi o ano do Porco, começando a 8 de fevereiro.

| Evento                                                   | Data            | Hora  |
| -------------------------------------------------------- | --------------- | ----- |
| Aquário                                                  | 20 de janeiro   | 19:19 |
| Peixes                                                   | 19 de fevereiro | 09:38 |
| primavera no hemisfério norte e outono no hemisfério sul |                 |       |
| Carneiro/equinócio                                       | 21 de março     | 08:55 |
| Touro                                                    | 20 de abril     | 20:17 |
| Gémeos                                                   | 21 de maio      | 19:43 |
| verão no hemisfério norte e inverno no hemisfério Sul    |                 |       |
| Caranguejo/solstício                                     | 22 de junho     | 03:50 |
| Leão                                                     | 23 de julho     | 14:46 |
| Virgem                                                   | 23 de agosto    | 21:44 |
| Outono no Hemisfério Norte e Primavera no Hemisfério Sul |                 |       |
| Balança/equinócio                                        | 23 de setembro  | 19:09 |
| Escorpião                                                | 24 de outubro   | 04:11 |
| Sagitário                                                | 23 de novembro  | 01:27 |
| inverno no hemisfério norte e verão no hemisfério sul    |                 |       |
| Capricórnio/solstício                                    | 22 de dezembro  | 14:35 |

| UTC: Portugal Continental, Madeira, Guiné-Bissau e São Tomé e Príncipe Subtrair (-): 1 h nos Açores e Cabo Verde 2 h nas Ilhas oceânicas brasileiras 3 h em Brasília, em Goiás, na Amazônia Oriental Brasileira e no nordeste, sudeste e sul brasileiros 4 h na Amazônia Ocidental Brasileira, Mato Grosso e Mato Grosso do Sul 5 h no Acre e sudoeste do Amazonas Adicionar (+): 1 h em Angola e Guiné Equatorial 2 h em Moçambique 8 h em Macau 9 h em Timor-Leste. |
| Adicionar uma hora durante a vigência do horário de verão: Portugal Continental : De 5 de abril a 4 de outubro de 1959 |

| Ano completo                        |
| ----------------------------------- |
| Ano comum com início à quinta-feira |

## Eventos
- 3 de fevereiro - Acidente de avião mata os cantores The Big Bopper (28), Buddy Holly (22) e Ritchie Valens (17).
- 18 de fevereiro - Itapevi é emancipado da cidade de Cotia e elevado a categoria de município.[1]
- 4 de maio – O 1º Grammy Awards anual é realizado em Los Angeles. 
  - The Music from Peter Gunn, de Henry Mancini, ganha Álbum do Ano
  - A música "Nel blu, dipinto di blu" de Domenico Modugno ganha tanto Gravação do Ano quanto Canção do Ano.[2][3]
- 17 de maio - Inauguração do Santuário Nacional de Cristo Rei com a participação de todo o Episcopado Português, os Cardeais do Rio de Janeiro e de Lourenço Marques (Maputo), autoridades civis e de 300 mil pessoas.
- 13 de setembro - Heinrich Lübke substitui Theodor Heuss como Presidente da Alemanha.
- Novembro - O MOSFET semicondutor de óxido metálico, também conhecido como transistor, é inventado por Mohamed Atalla e Dawon Kahng no Bell Labs nos Estados Unidos.[4] Ele revoluciona a indústria eletrônica, torna-se o alicerce fundamental da Revolução Digital e se tornará o dispositivo mais fabricado da história.[5]
- 29 de novembro – Embora sejam realizados no mesmo ano da cerimônia inaugural, o 2º Grammy Awards anual é realizado em Los Angeles e Nova York e é notável por ser a primeira cerimônia televisionada do Grammy. 
  - Come Dance with Me! de Frank Sinatra ganha Álbum do Ano,
  - A versão de Bobby Darin de "Mack the Knife" ganha Gravação do Ano
  - A música de Jimmy Driftwood "The Battle of New Orleans" ganha Canção do Ano. Darin também é premiado como Melhor Artista Revelação.

- 1 de dezembro - Foi assinado o Tratado da Antártida
- 8 de dezembro - Fundação do Município de Diadema

## Nascimentos
- 3 de fevereiro - Chan Santokhi, presidente do Suriname (2020-2025).
- 9 de fevereiro - Ali Bongo, presidente do Gabão (2009-2023).
- 16 de abril - Júlio Emílio Braz, Escritor[7]
- 28 de maio - Laura Chinchilla, presidente da Costa Rica de 2010 a 2014.
- 22 de setembro - Mark Patton, ator e designer de interiores americano.
- 17 de outubro - Francisco Flores Pérez, presidente de El Salvador de 1999 a 2004.
- 18 de outubro - Mauricio Funes, presidente de El Salvador de 2009 a 2014
- 26 de Outubro - Evo Morales, presidente da Bolívia de 2006 até 2019.[8]
- 3 de novembro - Timothy Patrick Murphy, ator norte-americano (m. 1988).
- 19 de novembro - Timothy Conigrave, ator, ativista e escritor australiano (m. 1994).
- 17 de dezembro - Gregg Araki, cineasta americano.
- ?? - Mohammed Omar - político Taliban e presidente do Afeganistão de 1996 a 2001.

## Mortes
- 3 de fevereiro - Buddy Holly, Cantor e Compositor (n. 1936).
- 3 de fevereiro - The Big Bopper, Cantor e Compositor (n. 1930).
- 3 de fevereiro - Ritchie Valens, Cantor e Compositor conhecido pela Música "La Bamba" (n. 1941).
- 3 de setembro - Sténio Vincent, presidente do Haiti de 1930 a 1941 (n. 1874).
- 1 de outubro - Enrico De Nicola, presidente de Itália de 1946 a 1948 (n. 1877).
- 17 de novembro - Heitor Villa-Lobos, compositor brasileiro (n. 1887).Busto de Heitor Villa-Lobos ao lado do Teatro Municipal do Rio de Janeiro.

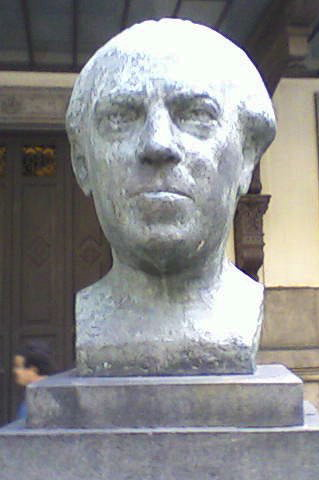
Busto de Heitor Villa-Lobos ao lado do Teatro Municipal do Rio de Janeiro.

- 20 de novembro - Alfonso López Pumarejo, Presidente da República da Colômbia de 1934 a 1938 e de 1942 a 1945 (n. 1886).

## Prémio Nobel
- Física - Emilio Gino Segrè,[9] Owen Chamberlain[9]
- Química - Jaroslav Heyrovsky[10]
- Medicina - Severo Ochoa,[11] Arthur Kornberg[11]
- Literatura - Salvatore Quasimodo[12]
- Paz - Philip John Noel-Baker[13]

## Epacta e idade da Lua
| Epacta gregoriana | 24 (XXIV) |
| Idade da Lua      | Letra E   |

## Por tema
- 1959 na arte
- 1959 no Brasil
- 1959 na ciência
- 1959 no cinema
- Desastres em 1959
- 1959 no desporto
- 1959 no jornalismo
- 1959 na literatura
- 1959 na música
- 1959 na política
- 1959 na rádio
- 1959 no teatro
- 1959 na televisão